# Bulimina
Bulimina es un género de foraminífero bentónico de la familia Buliminidae, de la superfamilia Buliminoidea, del suborden Buliminina y del orden Buliminida. Su especie tipo es Bulimina marginata. Su rango cronoestratigráfico abarca desde el Paleoceno hasta la Actualidad.

## Discusión
Clasificaciones previas incluían Bulimina en el suborden Rotaliina del orden Rotaliida.

## Clasificación
Se han descrito numerosas especies de Bulimina. Entre las especies más interesantes o más conocidas destacan:
- Bulimina bortonica
- Bulimina elongata
- Bulimina marginata
- Bulimina miolaevis
- Bulimina prolixa
- Bulimina scobinata
- Bulimina serratospina
- Bulimina striata
- Bulimina truncana
- Bulimina tuxpamensis
- Bulimina vellai

Un listado completo de las especies descritas en el género Bulimina puede verse en el siguiente anexo.
En Bulimina se han considerado los siguientes subgéneros:
- Bulimina (Bolivina), aceptado como género Bolivina
- Bulimina (Desinobulimina), aceptado como género Desinobulimina
- Bulimina (Neobulimina), aceptado como género Neobulimina
- Bulimina (Praebulimina), aceptado como género Praebulimina
- Bulimina (Reussella), aceptado como género Reussella